# Antokol

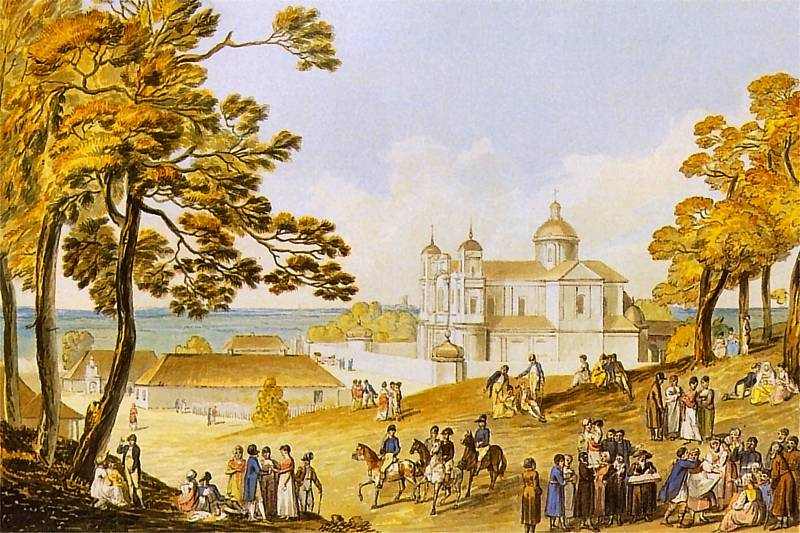
Józef Peszka, Antokol, 1825

Antokol (lit. Antakalnio seniūnija, Antakalnis) – lewobrzeżna dzielnica administracyjna Wilna.
Na Antokolu znajduje się kościół św. Piotra i Pawła i pałac Sapiehów. W 1812 stoczono bitwę na Antokolu.

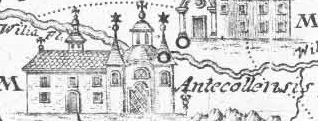
Antokol w 1748
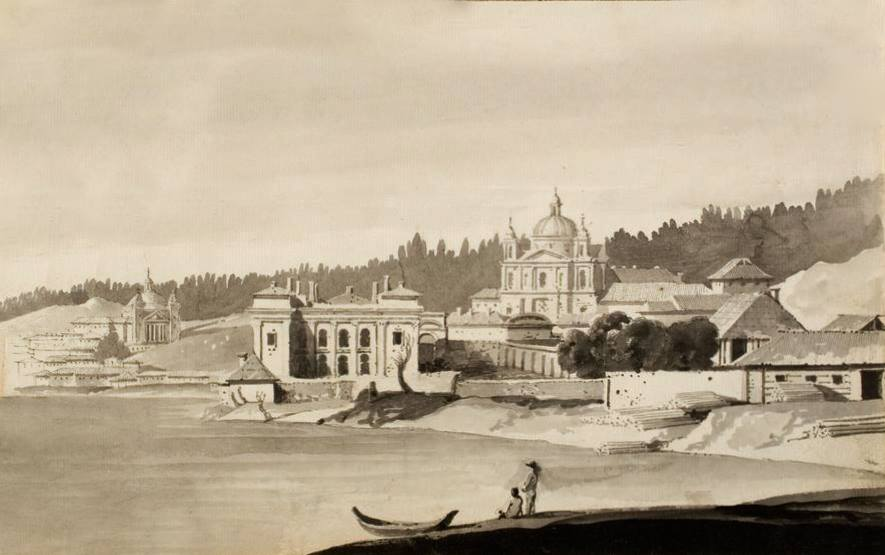
Widok Antokolu w 1797 roku
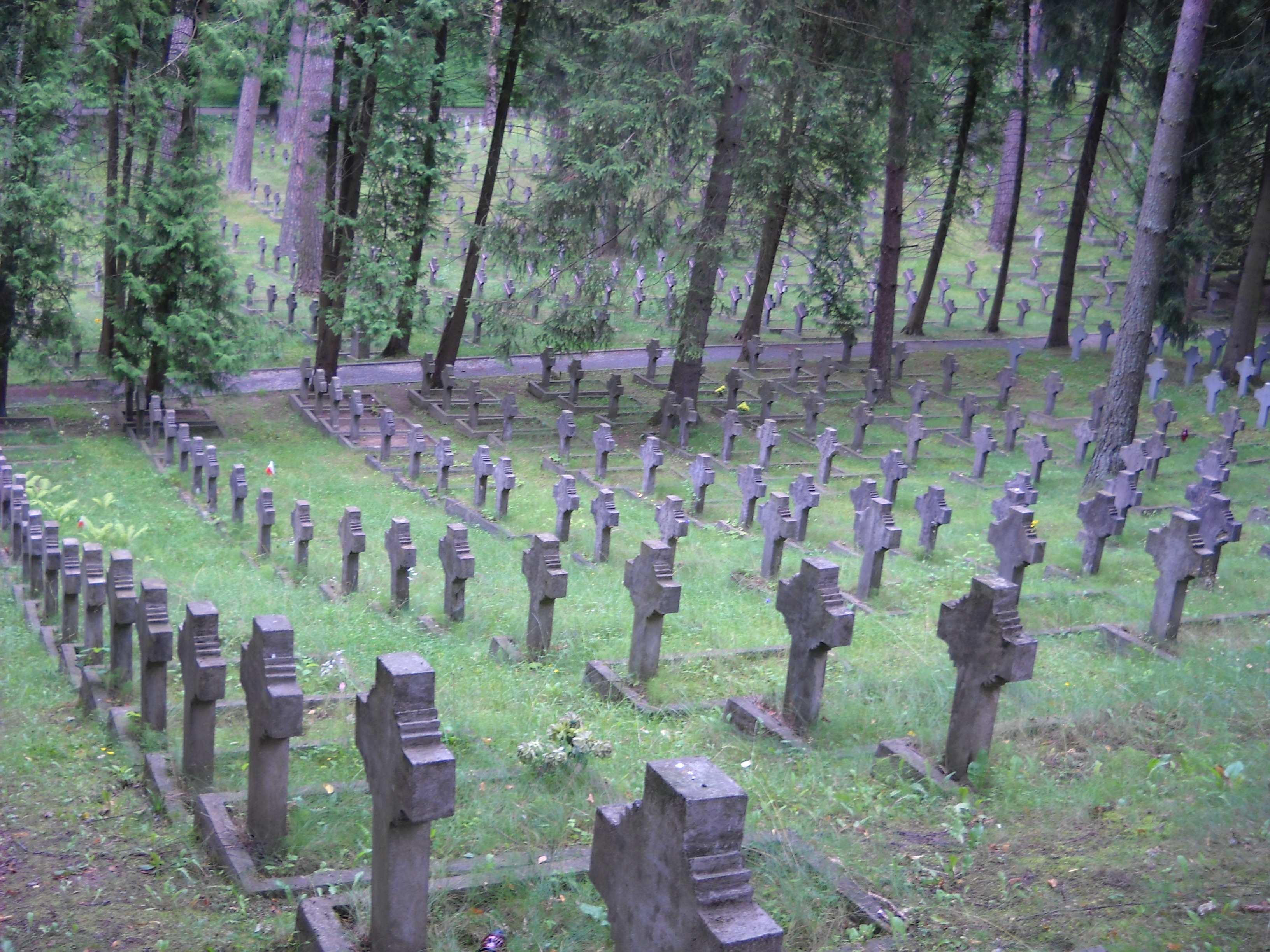
Cmentarz polskich żołnierzy
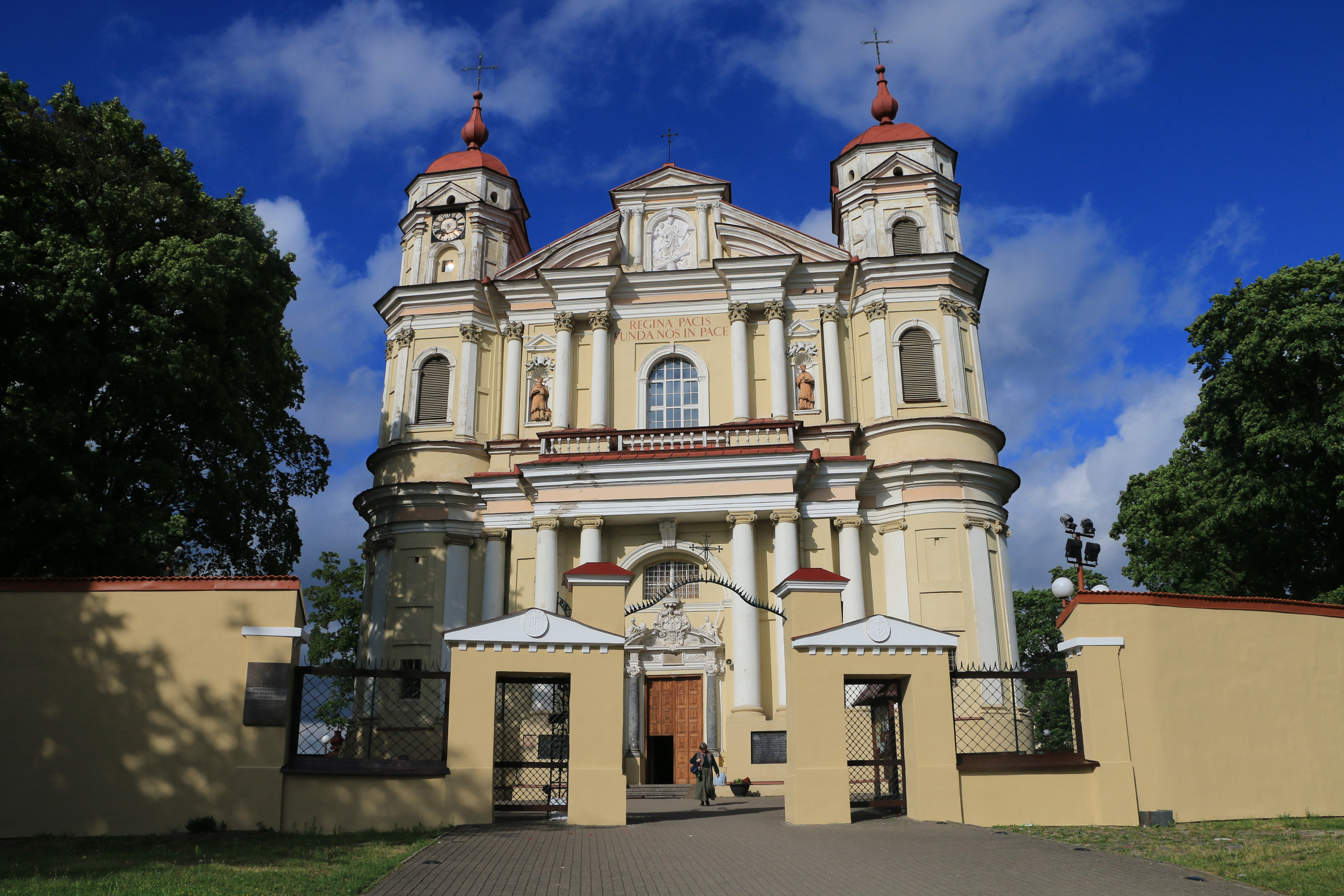
Kościół św. Piotra i Pawła
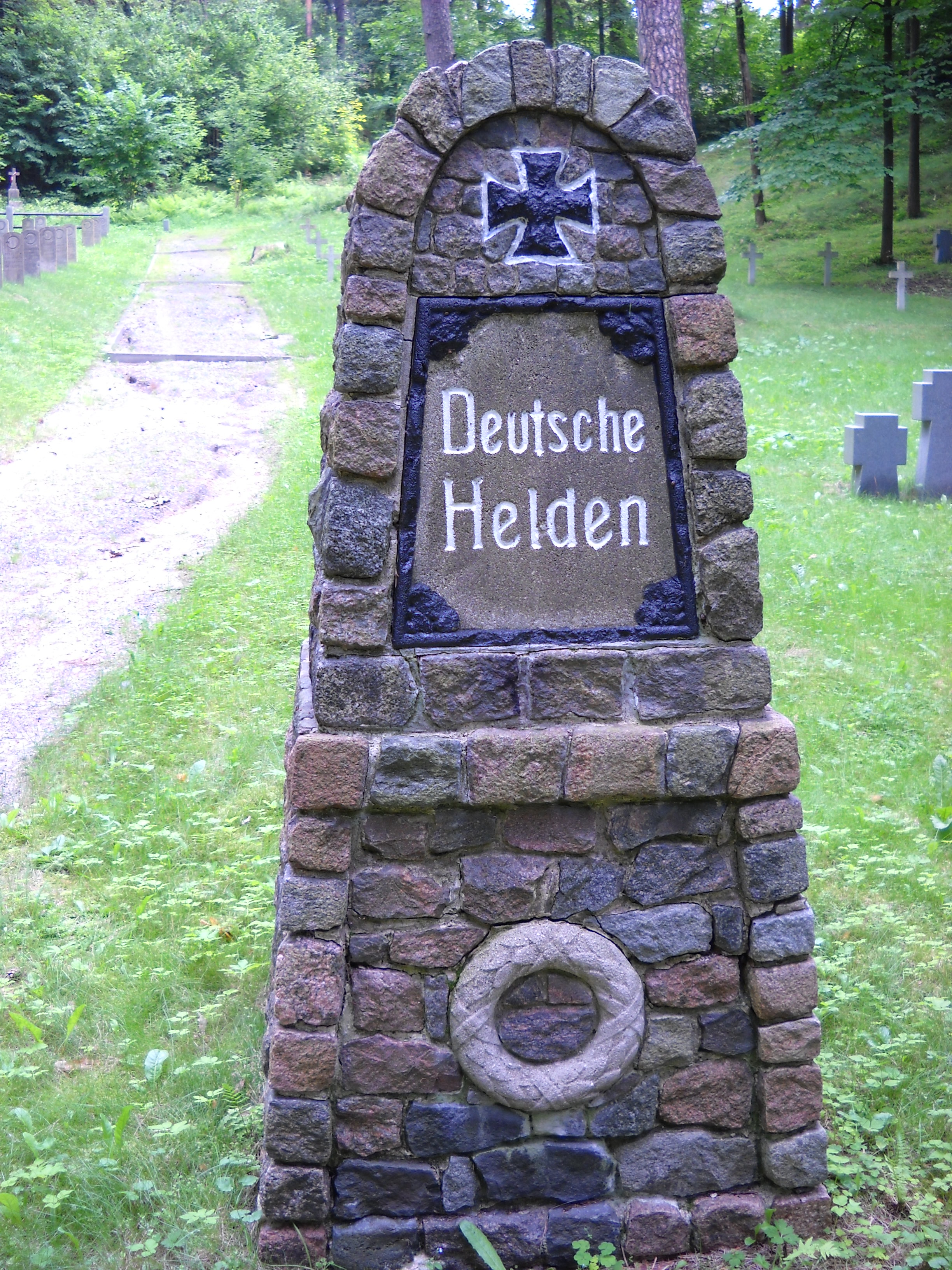
Cmentarz niemiecki
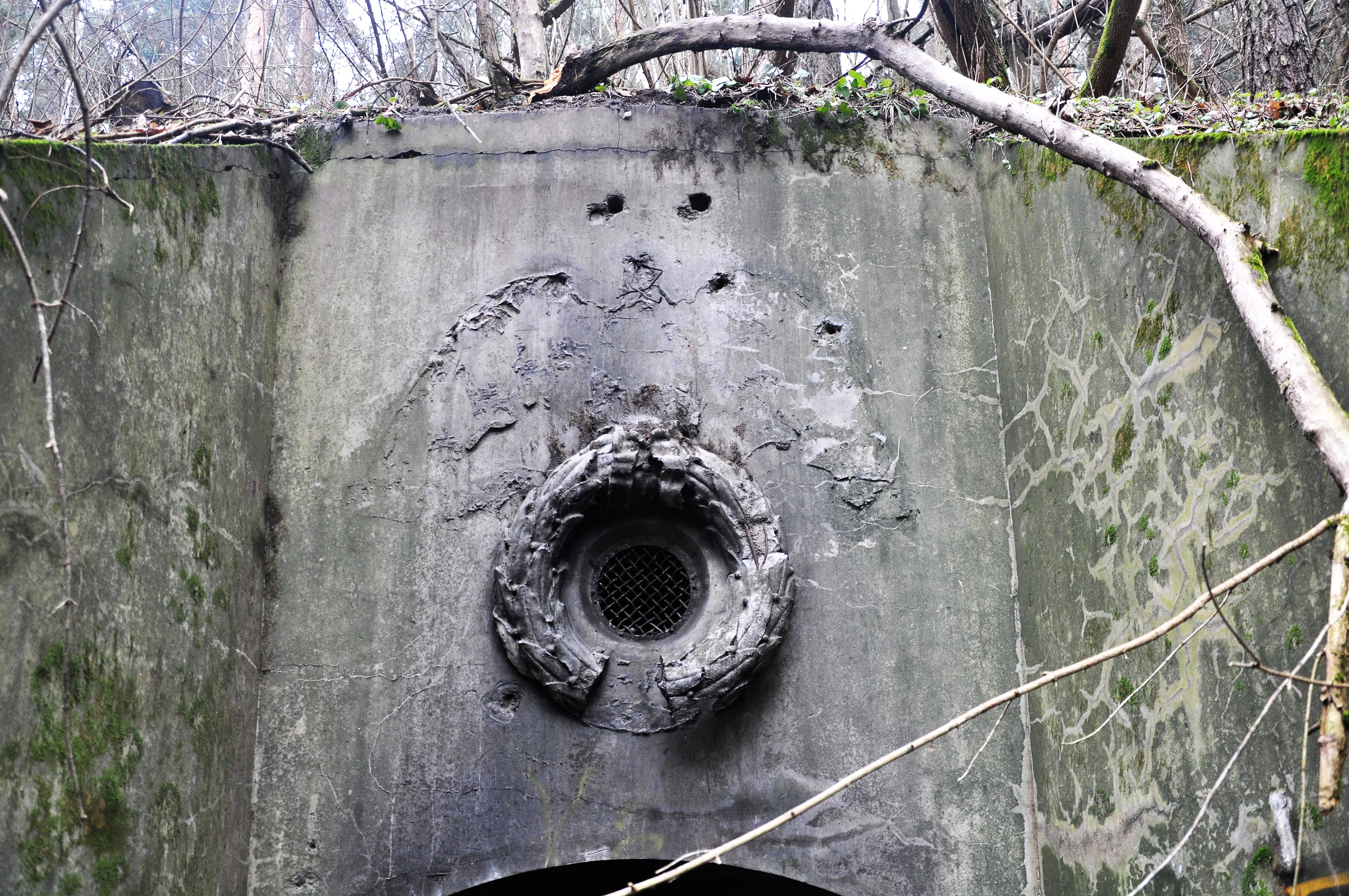
Schron amunicyjny
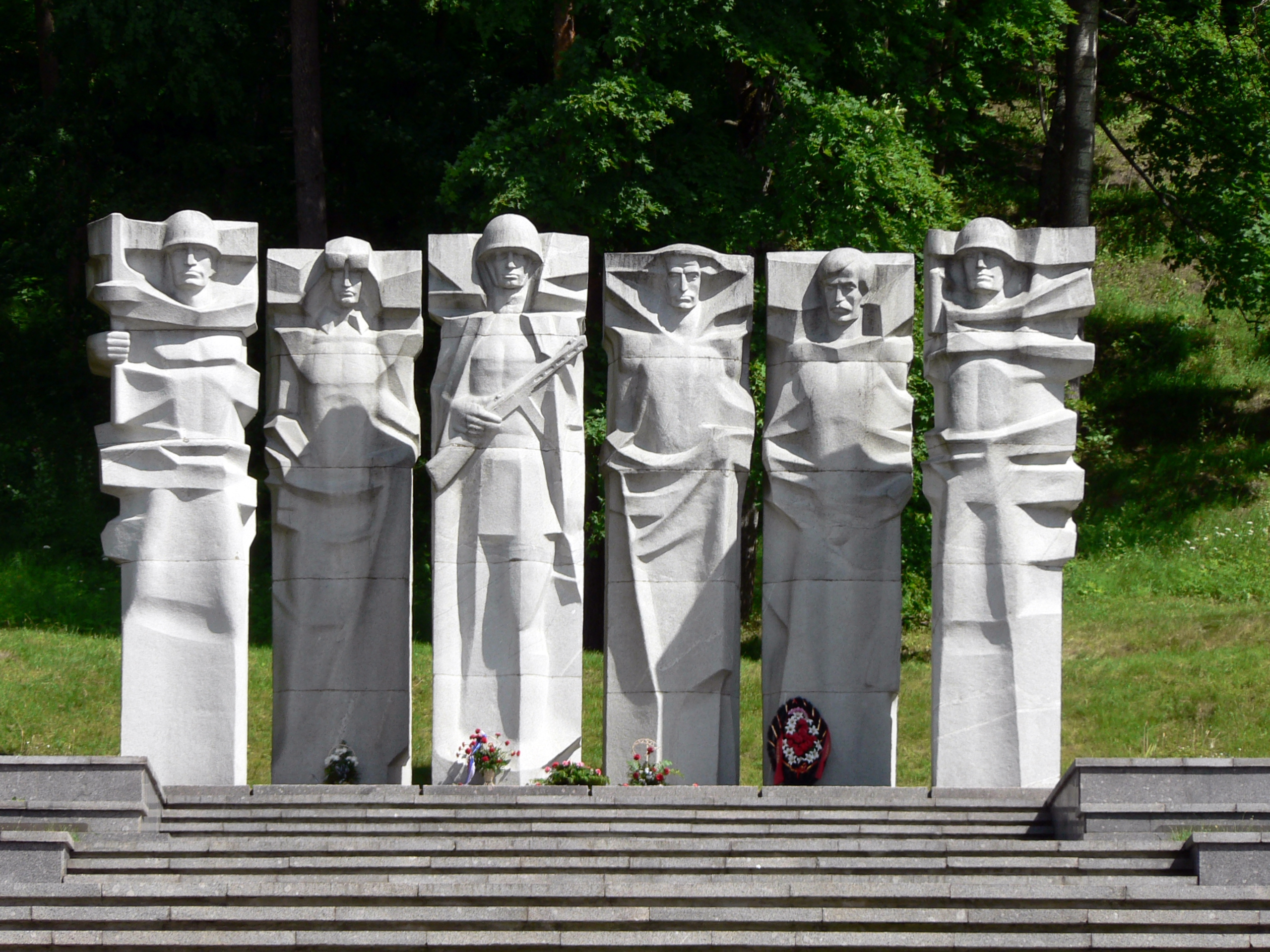
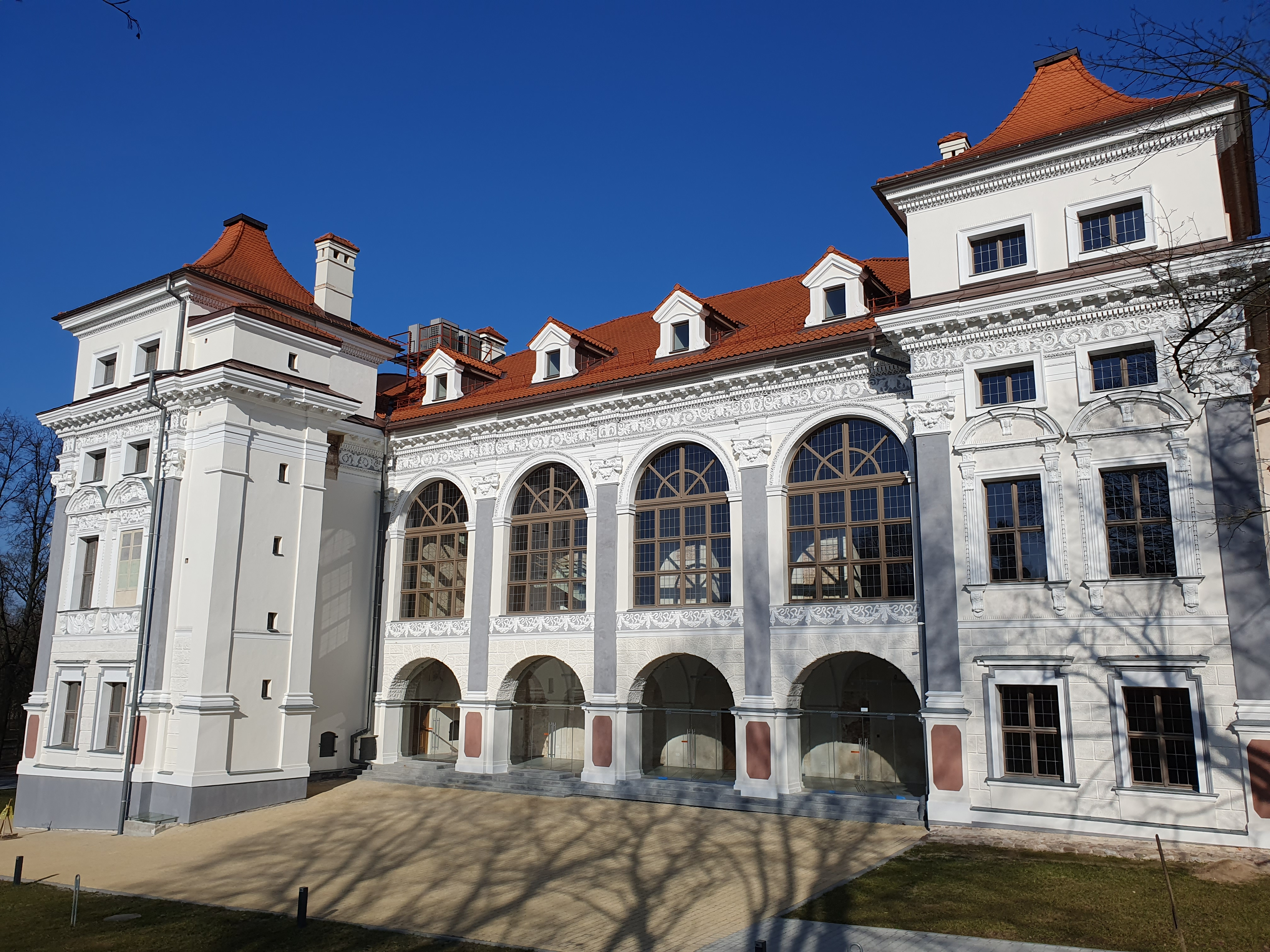
Pałac Sapiehów na Antokolu